# Rogalik
Rogalik (niem. Rogallicken, od 1938 Kleinrosenheide) – osada w Polsce położona w województwie warmińsko-mazurskim, w powiecie ełckim, w gminie Stare Juchy.
W latach 1975–1998 miejscowość administracyjnie należała do województwa suwalskiego.